# Class 220

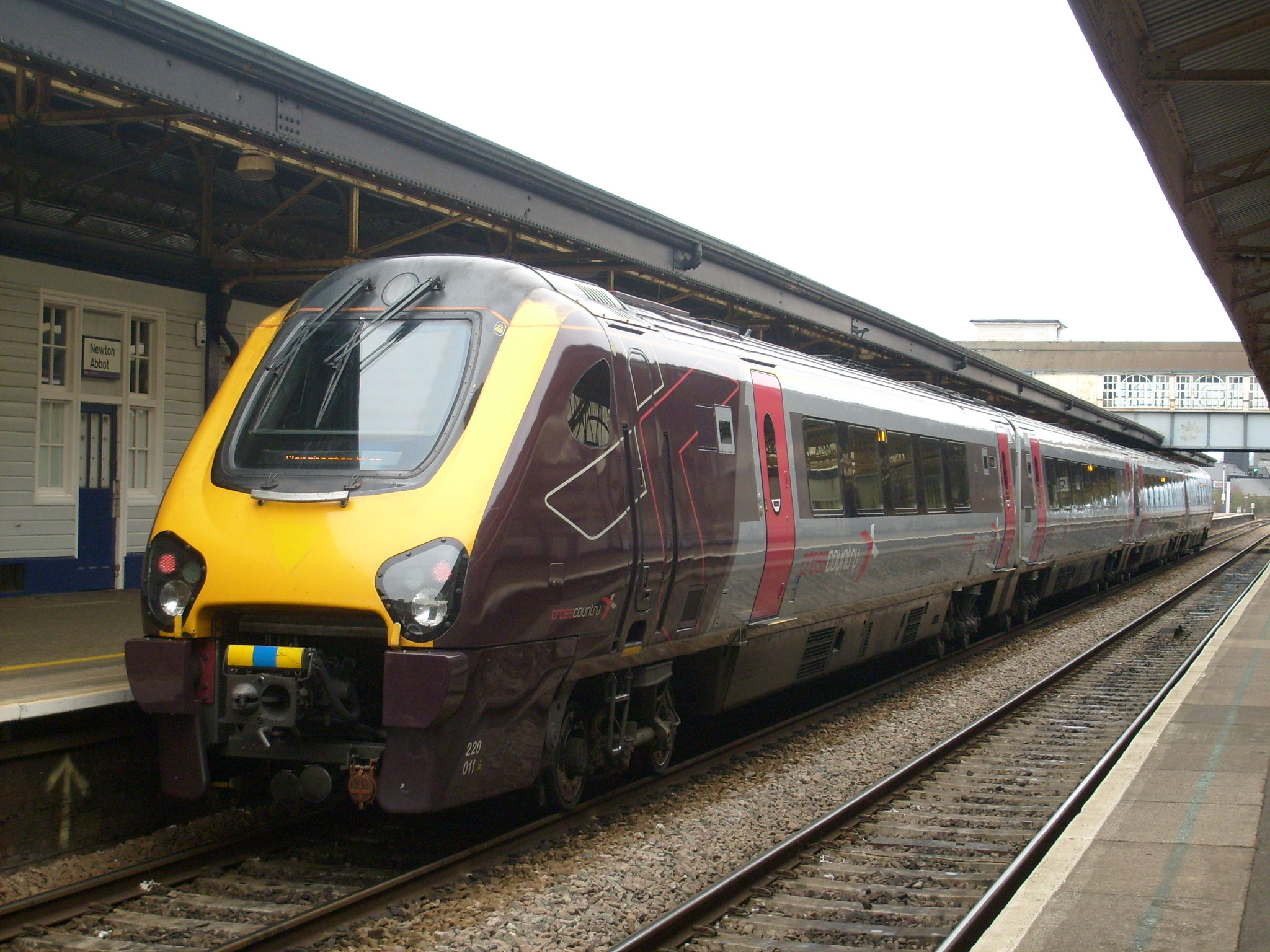
CrossCountry Voyager 220 011 van CrossCountry in Newton Abbot

De Class 220, ook wel Voyager genoemd, is een vierdelig diesel elektrisch treinstel voor het langeafstands-personenvervoer van Virgin Trains en later van CrossCountry.

## Geschiedenis
Deze treinen werden in 2001 voor gesteld als opvolgers van de Intercity 125 en de treinen getrokken door locomotieven van de Class 47. Virgin Trains besloot treinstellen te laten ontwikkelen bij Bombardier in Wakefield (UK) en in Brugge (België).
Virgin Trains is een Britse spoorwegonderneming. Het bedrijf is houder van de West Coast-concessie. 

Virgin Trains is voor 51% eigendom van Richard Bransons Virgin Group. De overige 49% is in het bezit van de Stagecoach Group.
Virgin CrossCountry een onderdeel van Virgin Trains verzorgde van januari 1997 tot 11 november 2007 het personenvervoer de cross country routes in England en Scotland.
De Britse vervoersonderneming CrossCountry is dochter van Arriva plc kreeg de aanbesteding van 11 november 2007 tot april 2016 (nadien verlengd) van de Cross Country Route in Engeland, met diensten tot in Schotland.

## Constructie en techniek
Het treinstel is opgebouwd uit een stalen frame met luchtgeveerde draaistellen. Er kunnen meerdere eenheden gecombineerd worden.

### Nummers
De treinen zijn als volgt genummerd:
- 220001 – 220034

- Wagon A - 1e klas met cabine
- Wagon C - 2e klas
- Wagon D - 2e klas met Buffet / later als bagage ruimte
- Wagon F - 2e klas met cabine en bagage ruimte

### Namen
Virgin Trains hebben de volgende namen op de treinen geplaatst:
- 220 001: Somerset Voyager
- 220 002: Forth Voyager
- 220 003: Solent Voyager
- 220 004: Cumbrian Voyager
- 220 005: Guildford Voyager
- 220 006: Clyde Voyager
- 220 007: Thames Voyager
- 220 008: Welsh Dragon
- 220 009: Gatwick Voyager
- 220 010: Ribble Voyager
- 220 011: Tyne Voyager
- 220 012: Lanarkshire Voyager
- 220 013: South Wales Voyager
- 220 014: South Yorkshire Voyager
- 220 015: Solway Voyager
- 220 016: Midland Voyager
- 220 017: Bombardier Voyager
- 220 018: Dorset Voyager
- 220 019: Mersey Voyager
- 220 020: Wessex Voyager
- 220 021: Staffordshire Voyager
- 220 022: Brighton Voyager
- 220 023: Mancunian Voyager
- 220 024: Sheffield Voyager
- 220 025: Severn Voyager
- 220 026: Stagecoach Voyager
- 220 027: Avon Voyager
- 220 028: Black Country Voyager
- 220 029: Cornish Voyager
- 220 030: Devon Voyager
- 220 031: Tay Voyager
- 220 032: Grampian Voyager
- 220 033: Fife Voyager
- 220 034: Yorkshire Voyager

## Treindiensten
De treinen werden door Virgin Trains tot 11 november 2007 ingezet en worden door CrossCountry na 11 november 2007 ingezet op de volgende trajecten.
Cross Country Route:
- Penzance/Plymouth - Bristol - Birmingham - Newcastle - Glasgow/Edinburgh - Aberdeen
- Bournemouth - Birmingham - Manchester
- Reading - Birmingham - Newcastle
- Cardiff - Birmingham - Nottingham
- Birmingham - Leicester - Stansted Airport